# Cydistus zurcheri
Cydistus zurcheri är en skalbaggsart som beskrevs av Bourgeois 1908. Cydistus zurcheri ingår i släktet Cydistus och familjen Rhagophthalmidae. Inga underarter finns listade i Catalogue of Life.